# Adolf Schärf
 (avril 2023).
Si vous disposez d'ouvrages ou d'articles de référence ou si vous connaissez des sites web de qualité traitant du thème abordé ici, merci de compléter l'article en donnant les références utiles à sa vérifiabilité et en les liant à la section « Notes et références ».
Adolf Schärf , né le 20 avril 1890 à Nicolsbourg et décédé le 28 février 1965 à Vienne, est un homme d'État autrichien. Il est le sixième président de la République de 1957 jusqu'à sa mort. Il est également membre et président du Parti social-démocrate d'Autriche.

## Premières années de carrière
Né dans une famille pauvre de la classe ouvrière, il réussit à étudier le droit grâce à une bourse qu'il complète en travaillant à mi-temps et obtient ainsi son doctorat en droit à l'Université de Vienne en 1914 ; la même année il se porte volontaire pour servir dans les Forces armées austro-hongroise. À la fin de la Première Guerre mondiale, il est démobilisé avec le grade de sous-lieutenant. 
Il entre en politique et travaille comme secrétaire du président social-démocrate du Conseil national pendant les années de la Première République (1918-1934) et siège au Conseil fédéral en 1933-1934. Après la chute de la République en 1934 et deux fois pendant l'occupation nazie, il est emprisonné comme prisonnier politique. 
Sans emploi après la dissolution du Parti socialiste, il passe l'examen du barreau autrichien en 1934 et travaille comme associé dans un cabinet d'avocat. En 1938, toutefois, il participe à l'aryanisation du cabinet d'Arnold Eisler, un avocat juif qui avait dû quitter l'Autriche. Il lui reprend son cabinet qui ne fut jamais restitué. Plus tard, il contribue également au processus d'aryanisation d'immeubles à Vienne.

## Carrière politique
Après la Seconde Guerre mondiale, il devient président du Parti social-démocrate d'Autriche qui s'est reconstitué et membre du nouveau Conseil national. 
Il rejoint ensuite le gouvernement d'union nationale du chancelier Karl Renner. Avec Renner, le conservateur Leopold Figl et le communiste Johann Koplenig, il forme le premier cabinet provisoire de la Deuxième République. Après les élections législatives de 1945, Schärf devient membre du Parlement du Conseil national rétabli. Il est vice-chancelier dans les grands gouvernements de coalition entre l'ÖVP et les sociaux-démocrates (les communistes ont été expulsés en 1947) sous le chancelier Leopold Figl et son successeur Julius Raab jusqu'en 1957.
Schärf avait des réserves sur la restitution des biens juifs et aussi sur le retour d'émigrants comme Bruno Kreisky dans la politique autrichienne. Il s'oppose à toute collaboration des sociaux-démocrates avec le Parti communiste et s'adresse plutôt à la Fédération de droite des indépendants, qui, cependant, n'a pas empêché la baisse des votes pour le Parti social-démocrate lors des élections législatives de 1949. Le SPÖ redevient le parti le plus fort lors des élections de 1953, ce qui ne suffit toutefois pas à la nomination d'un chancelier social-démocrate. En 1955, Schärf avec le chancelier Raab et Figl, désormais ministre des Affaires étrangères, participent aux négociations de Moscou pour le traité rendant son indépendance à l'Autriche, par lequel il exprime de fortes réserves contre la déclaration de neutralité.

## Président de la République
À la mort du président Theodor Körner, le 4 janvier 1957, Schärf est le candidat social-démocrate à l'élection présidentielle du 5 mai. Élu président, il prend ses fonctions le 22 mai. En juin 1961, il accueille le sommet de Vienne du président américain John F. Kennedy et le dirigeant soviétique Nikita Khrouchtechev, avec notamment un banquet d'État cérémonieux au palais de Schönbrunn par lequel Schärf, veuf depuis 1956, préside avec sa fille Martha comme " première dame ".
Fervent partisan du système autrichien Proporz et collaborant avec trois chanceliers conservateurs (Raab, Gorbach et Klaus), Schärf acquiert une reconnaissance en exerçant sa fonction selon le principe de l'impartialité politique. Il s'immisça cependant dans les affaires internes du SPÖ, ce qui entraîne la démission du ministre de l'Intérieur Franz Olah en 1964. Après un mandat de six ans, Schärf est le premier président d'après-guerre à être réélu en 1963, battant son rival conservateur Julius Raab.
Schärf est décédé au pouvoir en 1965, un an et demi après sa réélection. Il est enterré au Vienna Zentralfriedhof. Une place du quartier de Donaustadt à Vienne porte son nom en 1983. En 1985, un monument en son honneur, conçu par Alfred Hrdlicka, a été inauguré près de la mairie de Vienne en présence de sa fille.